# Новопетровка (Кулундинський район)
Новопетро́вка (рос. Новопетровка) — село у складі Кулундинського району Алтайського краю, Росія. Входить до складу Октябрської сільської ради.

## Населення
Населення — 350 осіб (2010; 366 у 2002).
Національний склад (станом на 2002 рік):
- росіяни — 69 %